# Lola Pagnani
Lola Pagnani (Roma, 3 aprile 1972) è un'attrice e ballerina italiana.

## Biografia
Figlia di Enzo Pagnani (sceneggiatore e scrittore) e Gilda Lante (costumista e stilista), si diploma in danza e teatro contemporaneo a Parigi. Studia filosofia e religioni dell'India e dell'estremo Oriente. A New York prosegue gli studi di danza presso l'Alvin Ailey American Dance Theater. Si specializza in recitazione presso gli HB Studios. Privatamente studia con Teddy Sherman e Shelley Winters a Los Angeles. Diventa prima ballerina italiana dei Momix per il loro tour mondiale; ha collaborato alle coreografie del Cirque du Soleil a Montréal e ha anche ballato come prima ballerina al Nationaltheater di Monaco di Baviera, sotto la direzione di Lina Wertmüller e del direttore d'orchestra Giuseppe Sinopoli.
Successivamente lavora con Ettore Scola, Carlo Vanzina, Pier Francesco Pingitore, Antonio Capuano e Lina Wertmuller. Viene scelta da John Turturro per OK Garage. È stata inoltre testimonial della Lavazza.
Dopo una pausa per la maternità, è stata scelta dal regista Andrea Costantini per la nuova serie di Rex. Lavora anche nella serie I Cesaroni; nel 2011 è di scena al Teatro Quirino di Roma con lo spettacolo La romanità perduta, dove interpreta Anna Magnani che si racconta.

## Filmografia

### Cinema
- Le comiche 2, regia di Neri Parenti (1991)
- Trafitti da un raggio di sole, regia di Claudio Del Punta (1995)
- Ninfa plebea, regia di Lina Wertmuller (1996)
- Polvere di Napoli, regia di Antonio Capuano (1998)
- Ferdinando e Carolina, regia di Lina Wertmuller (1999)
- La bomba, regia di Giulio Base (1999)
- Il pranzo della domenica, regia di Carlo Vanzina (2003)
- Gente di Roma, regia di Ettore Scola – documentario (2003)
- Women Seeking Justice (2007)

### Televisione
- Pazza famiglia – serie TV (1995)
- Anni '50, regia di Carlo Vanzina – miniserie TV (1998)
- Il commissario Raimondi, regia di Paolo Costella – miniserie TV (1999)
- La squadra– serie TV (2000)
- Un posto al sole – soap opera (2001)
- Francesca e Nunziata, regia di Lina Wertmuller – miniserie TV (2002)
- Un ciclone in famiglia – serie TV, seconda stagione (2006)
- Carabinieri 5 – serie TV, quinta stagione (2005)
- Capri – serie TV (2006)
- Donne sbagliate, regia di Monica Vullo – miniserie TV (2006)
- Rex – serie TV (2011)
- I Cesaroni – serie TV, episodio 5x13 (2012)

## Teatro
- Carmen (1987)
- Vergine Regina (1996)
- L'anatra all'arancia (1997)
- Alla ricerca della romanità perduta (2011)